# Sesto Calende
Sesto Calende est une commune de la province de Varèse dans la région Lombardie en Italie.

## Toponyme
Le nom se réfère à la distance de Somma Lombardo, du latin (ad) sextum (lapidem): au sixième (jalon). Kalendarum se réfère à la période durant laquelle se tenait le marché à l'époque romaine.

## Administration
| Période                                  | Période  | Identité      | Étiquette | Qualité      |
| ---------------------------------------- | -------- | ------------- | --------- | ------------ |
| 08/06/2009                               | En cours | Marco Colombo | Lega Nord | entrepreneur |
| Les données manquantes sont à compléter. |          |               |           |              |

### Hameaux
Cocquo, Lentate Verbano, Lisanza, Oneda, Oriano Ticino, San Giorgio, S.Anna, Groppetti, C.na Brivio, C.na Motta, C.na Presualdo, C.na Nuova, C.na Pravecchio, C.na Sommaruga, C.na Impiove, Sciuino, Vallone, M.o di Perosa, C.na Bassone, Stallazzo, Ronchetto, C.na della Guardia, C.na del Passero, San Vincenzo, C.na Ghiffa, Abbazia, Pellecchio, C.na Lavaggione, Cocado alto, Poggio di Oriano, C.na Fornace, Piana, Santa Fè, Monte della Croce, C.na Brughiera, Le Motte, Pignone, Laghetto, C.na Ronco, C.na Monastero, C.na Bilesa, Valdona, Cucchino, Pasturazza